# اشبورن، استرالیای جنوبی
اشبورن (به انگلیسی: Ashbourne) یک شهرک در استرالیا است که در استرالیای جنوبی واقع شده‌است.